# Windows Live Agents
Windows Live Agents eran agentes de chatterbot para Windows Live Messenger. Ofrecían a los usuarios la posibilidad de interactuar con los agentes a través de Windows Live Messenger para obtener más información acerca de temas específicos.
Windows Live Agents se utilizaban para entretener, fomentar el compromiso con productos o servicios, proporcionan una nueva oportunidad de publicidad para anunciantes de marca y unidad de búsqueda y recuperación de información.
Windows Live Agents se ha descontinuado el 30 de junio de 2009.

## Historia
En octubre de 2006, Microsoft adquiere Colloquis Inc; un proveedor de soluciones de negocio en línea conversacional que característica de la tecnología de procesamiento de lenguaje natural. Microsoft planea ofrecer servicios basados en tecnología Colloquis a las empresas con operaciones en línea, así como incorporar la tecnología en sus propios productos, incluyendo Windows Live agentes y Customer Care Framework (CCF de Microsoft).
El 25 de noviembre de 2008, Microsoft lanzó Windows Live Agents 5.1 SDK para los desarrolladores para crear sus Windows Live Agents para Windows Live Messenger. Sin embargo, ellos también anunciaron que se trata de la última versión de Windows Live Agents SDK. Soporte para Windows Live Agents se ha suspendido el 30 de junio de 2009. El Windows Live Agents Partner Hosting Portal también dejó de aceptar cualquier agentes nuevos, solicitudes de la fecha de alojamiento. es actualmente desconocido sin embargo si Windows Live Messenger también dejará el soporte para Windows Live Agents en el futuro de las versiones.